# Jimmy Eat World
Jimmy Eat World és una banda estatunidenca de rock alternatiu formada en 1993 en Mesa (Arizona).

## Història
Al mig del moviment grunge dels noranta, quatre amics van formar una banda que eventualment impactaria al rock modern del nou mil·lenni. Jimmy Eat World va ser formada en 1993 per Jim Adkins (veu/guitarra), Zach Lind (bateria), Tom Linton (guitarra/veu) i Mitch Porter (baix).
Els quatre eren amics des del jardí d'infància. El nom prové dels germans menors de Linton, Ed i Jimmy. Els dos es van barallar un dia i Ed va dibuixar al seu germà angelical menjant-se el món. El títol era "Jimmy Eat World" (Jimmy es menja el món). A la banda li va semblar perfecte. Prompte van començar a experimentar amb pesats sons punk i a fer concerts en el seu natal Mesa, Arizona. Les seues influències incloïen Rocket From the Crypt, Def Leppard primerenc, the Jesus and Mary Chain, Fugazi, i The Velvet Underground.
Durant 1994 i començaments de 1995, Jimmy Eat World va distribuir diversos EPS i senzills amb Wooden Blue Records de Tempe, Arizona. Edicions limitades de "One, Two, Three, Four," "Back From the Dead Mother Fucker," i EPS compartits amb Christie Front Drive, Emery, and Blueprint es van esgotar ràpidament. La discogràfica Capitol Rècords es va adonar i en 1995 van signar amb ells. Al cap de poc Porter va deixar la banda i va ser reemplaçat pel millor amic de Linton des de setè curs, el baixista Rick Burch. La dinàmica del grup de seguida es va quallar. Static Prevails va ser el seu debut que va eixir en aqueix any.
En 1998, el grup es va veure davall l'etiqueta de banda Emo, gràcies al seu contundent però sensible segon àlbum, Clarity. Va ser un àlbum de rock i no emo exactament; Adkins estava en el seu millor moment com a compositor. El primer senzill de l'àlbum "Lucky Denver Mint" va ser un èxit instantani als ràdios universitàries. Es va guanyar un lloc en la comèdia romàntica de Drew Barrymore, Mai m'han besat en 1999, exposant a Jimmy Eat World a un públic més ampli. El nombre de fanàtics pujava, però la relació amb Capitol es deteriorava. Van gravar un tercer LP Per al segell en 1999, però no es va distribuir. Van decidir deixar el segell, i van llançar l'àlbum amb Sense Field i Jebediah al cap de poc.
El rock poderós de Jimmy Eat World atreia públic en l'estranger, i l'àlbum Clarity va estar en les llistes alemanyes en el 2000. Aqueix mateix any la banda mateixa va finançar i va promocionar la seua primera gira d'Europa. Diversos senzills van aparèixer en aqueix mateix any sota el segell Big Wheel Recreations. En aquest període la banda va replantejar el seu enfocament musical. Van signar amb Dreamworks i van treballar amb el productor de Clarity, Mark Trombino (Blink-182, Midtown, Drive Like Jehu) per segona vegada. Bleed American (sagna americà), que va ser canviat de nom a Jimmy Eats World després de la tragèdia de l'11 de setembre, va ser llançada al juliol del 2001. "Bleed American" va tenir relatiu èxit, però l'apegalós segon senzill "The Middle" els va donar un vertader lloc en el món del rock/pop. Aparicions en MTV i VH1 en conjunt amb gires amb Weezer i Tenacious D van ser exitoses. El tercer senzill, "Sweetness" es va llançar a l'estiu del 2002 i va vendre 1.3 milions de còpies en Estats Units. En el 2003 la banda va acabar dos anys de gires; no obstant Dreamworks va tancar al gener del 2004. Jimmy Eats World es va canviar a Interscope i va treballar amb el productor Gil Norton en la gravació del seu quart àlbum. Futures va ser llançat a l'octubre del 2004.
L'any 2005 van signar per a la gira europea de American Idiot, de Green Day, trepitjant terres espanyoles, el 27 i 28 de juliol del 2005, a Madrid i a Barcelona.

## Membres
- Jim Adkins - Vocalista, guitarra
- Tom Linton - Guitarra, vocalista
- Rick Burch - Baix
- Zach Lind - Bateria

## Discografia

### Albums
- Jimmy Eat World (1994)
- One, Two, Three, Four (1994)
- Static Prevails (1996)
- Jimmy Eat World EP (1998)
- Clarity (1999)
- Singles (2000)
- Split EP (amb Jebediah, 2000)
- Bleed American (retitolat Jimmy Eat World, 2001, #31 US)
- Firestarter EP (2004)
- Futures (2004, #6 US, #22 UK, #23 Austràlia)
- Chase This Light (2007)
- Invented (2010)
- Damage (2013)
- Integrity Blues (2016)
- Surviving (2019)

### Singles
- Bleed American (retitolat Salt Sweat Sugar, 2001, #60 UK)
- The Middle (2002, #5 US, #26 UK)
- Sweetness (2002, #75 US, #38 UK)
- A Praise Chorus/The Middle (2003, #49 Austràlia)
- Pain (2004, #93 US, #38 UK)
- Work (2004 #49 UK)
- Christmas EP (2004)
- Stay on my side tonight (2005)
- Sparkle (2005)
- I Will Steal You Back (2013)
- Damage (2013)
- I love You All The Time - Play It Forward Campaingn - (2015)
- Get Right (2015)
- Sure and Certain (2016)
- You With Me (2016)
- You Are Free (2016)
- My Enemy - 30 Days, 30 Songs - (2016)
- Get Right (2017)
- Love Never / Half Heart (2018)
- All the Way (Stay) (2019)
- Love Never (2019)